# Bristol-Stuhlformen-Skala

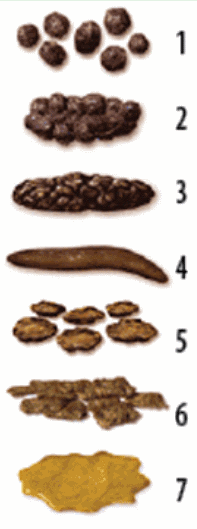
Schematische Darstellung

Die Bristol-Stuhlformen-Skala (englisch Bristol Stool Scale, auch Bristol Stool Chart) ist eine Tabelle zur Übersicht über Form und Beschaffenheit menschlichen Stuhls. Sie wurde von Kenneth Heaton und S. J. Lewis von der University of Bristol entwickelt und als diagnostisches Hilfsmittel vorgeschlagen, um die Dauer der Darmpassage beurteilen zu können, welche wiederum auf eine Reihe von Erkrankungen hinweisen kann (zum Beispiel Reizdarmsyndrom). Sie wurde im Jahr 1997 im Scandinavian Journal of Gastroenterology veröffentlicht.
Nach der Bristol-Stuhlformen-Skala werden sieben Stuhltypen unterschieden, wobei die Passagezeit von Typ 1 (bis zu 100 Stunden) bis zu Typ 7 (etwa 10 Stunden) abnimmt:
- Typ 1: Einzelne, feste Kügelchen, schwer auszuscheiden
- Typ 2: Wurstartig, klumpig
- Typ 3: Wurstartig mit rissiger Oberfläche
- Typ 4: Wurstartig mit glatter Oberfläche
- Typ 5: Einzelne weiche, glattrandige Klümpchen, leicht auszuscheiden
- Typ 6: Einzelne weiche Klümpchen mit unregelmäßigem Rand
- Typ 7: Flüssig, ohne feste Bestandteile

Die Typen 1 und 2 weisen auf eine Verstopfung hin, die Typen 5 bis 7 auf Durchfall. Die Typen 3 und 4 gelten als „Idealstuhl“, der leicht auszuscheiden ist und auf keine Erkrankungen hinweist.